# Niederländische Badmintonmeisterschaft 1961

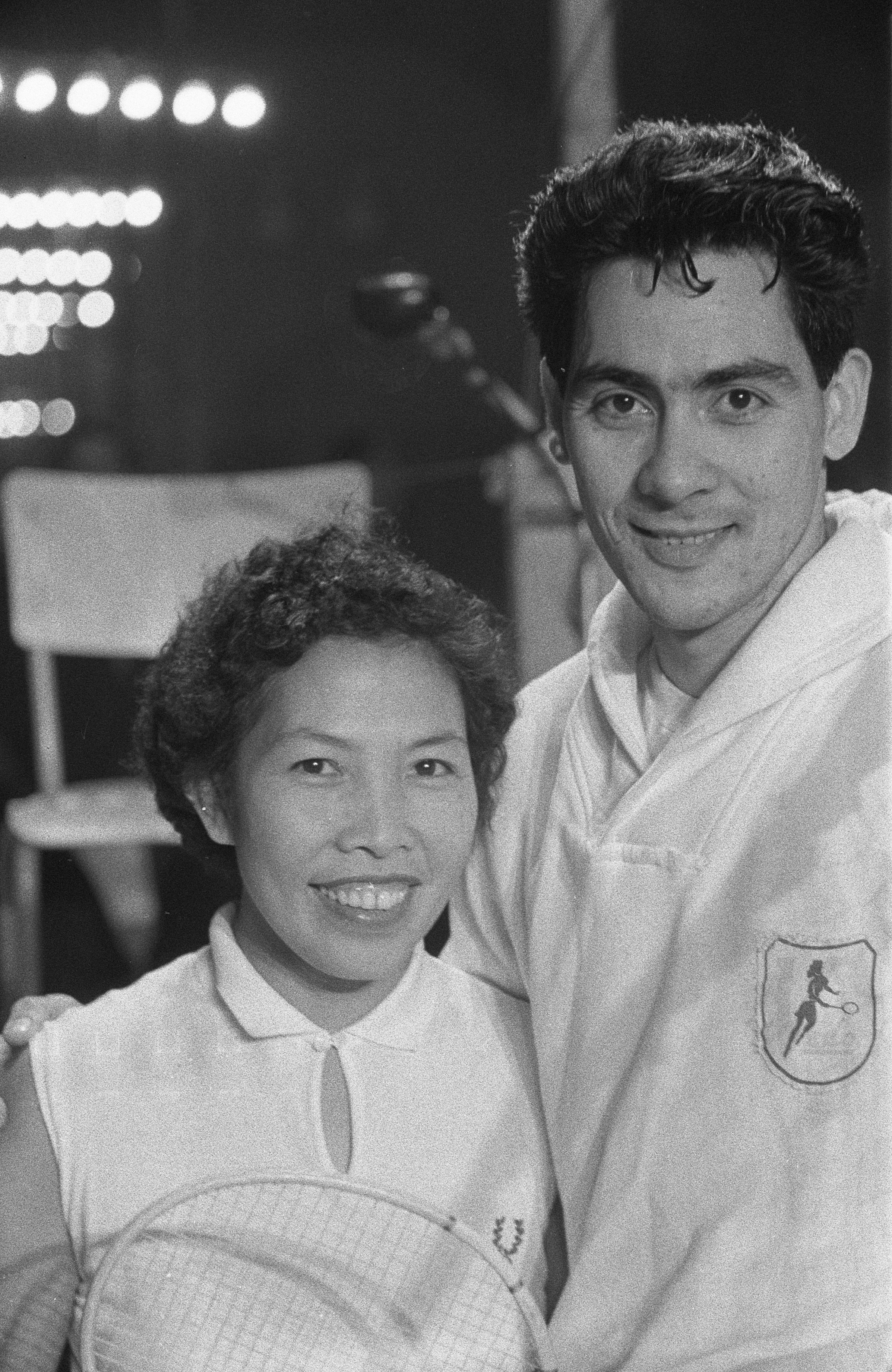
Pim Seth Paul und Els Robbé

Die Niederländische Badmintonmeisterschaft 1961 war die 20. Austragung der nationalen Titelkämpfe im Badminton in den Niederlanden. Sie fand bereits im Dezember 1960 in Eindhoven statt.

## Sieger und Finalisten
| Disziplin    | Gold                            | Silber                       |
| ------------ | ------------------------------- | ---------------------------- |
| Herreneinzel | Pim Seth Paul                   | Jo van den Sluijs            |
| Dameneinzel  | Els Robbé                       | Imre Rietveld                |
| Herrendoppel | Pim Seth Paul Lex Meijer        | Rob de Wit Ruud de Wit       |
| Damendoppel  | Els Robbé Wil Haye              | Janny Keps Marloes van Swelm |
| Mixed        | Pim Seth Paul Marloes van Swelm | Lex Meijer Frieda Quist      |